# Балканска федеративна република
 Тази статия е за политическия проект.  За виенското списание вижте Федерасион Балканик.  
Балканската федеративна република е политически и философски проект за държавно устройство на Балканския полуостров.

## Зараждане на идеята
Идеята за Балканска федерация може да се заражда под влиянието на европейското просвещение на Балканите. Проектите за балканска федерация, често са предлагани като решение на източния въпрос. Всъщност връзката между източния въпрос като възел от регионални проблеми и проектите за балканска федерация като визия за регионално развитие се налага на основата на рум миллета. Това е религиозна общност в Османската империя, обхващаща източноправославните християни, като според някои автори, рум миллета съществувал като един исторически (православен) етнос и като „предгражданска нация“. Тази връзка присъства в повечето от проектите за балканска федерация. Това наблюдение не прави изключение и при българските дейци. Като конкретни примери могат да се посочат гръцкият проект на Екатерина Велика, както и проектите на Адам Чарторийски и Йоанис Каподистрияс, всички свързани с Руската империя. Според Милчо Лалков пионер на идеята е Ригас Фереос.

## Идеите след Берлинския конгрес
Захари Стоянов е един от първите, които засягат темата за Балканска федерация, той е пряк наследник на възрожденското поколение революционери, сам се смята за продължител на Каравеловата линия в българската политическа мисъл и изтъква това при всеки удобен случай. Федеративната идея е залегнала в основата на БТЦРК и в програмите на вестниците „Независимост“, „Борба“ и „Свобода“.
Идеята за обединение на Балканите в една държава с републиканско устройство се споменава в съчиненията на Карл Маркс. Тя е обширно разработена от партията на тесните социалисти (БРСДП (т.с.) и най-вече от Димитър Благоев във връзка с българския национален въпрос. БРСДП (т.с.) особено широко популяризира идеята в навечерието на Балканските войни и на участието на България в Първата световна война.
Българските марксисти вярват, че националното обединение на българите е възможно само по мирен път, чрез създаването на единна федеративна република на територията на целия Балкански полуостров, като по този начин да бъдат естествено потушени териториалните конфликти между балканските държави. В разработения от тях проект за столица на федерацията се сочи София. Социалистите не предвиждат провеждането на революция за осъществяването на проекта, а смятат, че правителствата на балканските държави ще го осъществят под натиска на работническата класа от тези страни. БРСДП (т.с.) разглежда федерацията като възможност за създаване на голяма балканска работническа класа, която да разполага с възможността да осъществи революция.
Ленин оценява идеята като „правилна“, но посочва, че би трябвало да се очаква от работническата класа и селячеството, а не от буржоазията, да я осъществи.
Освен тесните социалисти, привърженици на федеративната идея в България са и широките социалисти на Янко Сакъзов. Други последователи на идеята са радикал-демократите на Найчо Цанов и Тодор Влайков, те строго и последователно отстояват своите федеративни възгледи, федеративната идея е една от причините да се стигне до разкола в старата Демократическа партия на Петко Каравелов като от нея излизат групата на споменатите по-горе млади радикални демократи и образуват собствена партийна група, Радикалдемократическа партия, в идейната основа на които ляга именно федеративната идея.
Много страстен защитник на идеята е българският политик Александър Стамболийски, който успява да я наложи като една от главните идеи за външнополитическата доктрина на БЗНС.

## Македонският въпрос
В следосвобожденския период идеята за Балканска федерация е много тясно обвързана с Македонския въпрос, който е част от по-големия източен въпрос. Той е коментиран в пресата, отразяваща Първия балкански студентски конгрес, състоял се през септември 1891 г. в Гюргево. Формирането на Балканска федерация се предлага като решение на македонския въпрос, като впоследствие това присъства в повечето програми на ВМОРО, а привърженици на идеята са голяма част от видните дейци на организацията начело с Гоце Делчев. След Илинденско-Преображенското въстание от 1903 г. и разцеплението на ВМОРО под напора на засилените процеси на деградация вътре в организацията и най-вече поради засилващото се влияние на левите идеи, се появява ляво течение на ВМОРО начело с Яне Сандански, А след Младотурската революция се основава и Народната федеративна партия, която изпраща двама депутати в османския парламент, единият от които е Димитър Влахов, започва издаването и на списание „Федерасион Балканик“ във Виена, който става орган на лявото крило на ВМОРО.

## Привърженици сред другите народи
Влиянието на федеративната идея е силно и сред останалите балкански народи, съседи на България. Виден привърженик на балканския федерализъм в Сърбия са Светозар Маркович, Леонидис Вулгарис от Гърция, Йон Гика, Йон Братиану, Николае Балческу от Румъния. В различно време и по различен повод за Балканска федерация са се изказвали Лайош Кошут, Джузепе Гарибалди, Джузепе Мацини, Уинстън Чърчил, Карл Маркс, Владимир Ленин и др. Споменатите тук са малка част от привържениците на федерализма. Тези хора – силно значими исторически личности, са виждали Балканската федерация като единственото правилно решение на балканските проблеми.
Федеративната идея на Балканите също така взема различни форми в земите на южните славяни. Тя е най-вече като югославянска идея, сред румънците и унгарците федеративната идея взема форма на Дунавска федерация, който трябва да замени Австро-Унгария като една голяма централноевропейска сила, която да е противовес на Германия, при гърците тя се вижда като Източна федерация, която ще замени Османската империя и ще бъде своеобразно възкресение на Византия. Всяка една народност влага своите надежди и интереси във федеративната идея, което е причина за това типологично разнообразие.
Затова в заключение може се каже, федерализмът на Балканите е сложно и многопластово явления, съчетало в себе си историческа памет, традиции и модерни идеи проникващи от прогресиращия Запад. Като политическа тенденция федерализмът проявява противоречиви аспекти на империализъм или антиимпериализъм в зависимост от това на чия политика служи. Затова трудно може да се определи политическата същност на балканския федерализъм. Наблюдава се сложното преплитане на иначе несъвместими тенденции. В него се съчетават и си съперничат чистият федерализъм, проповядван най-често от представители на нации в неравноправно положение като хърватите и българите, и великодържавието, отстоявано като официална политика от правителствата на новосъздалите се малки балкански държави.

## Преговори след Втората световна война
Идеята за Балканска федерация се появява отново по време на Втората световна война, като неин инициатор е българският комунистически деец Георги Димитров. Той я вижда като комунистическа федерация, която трябва да реши македонския въпрос.
След края на Втората световна война под ръководството на СССР на Балканите се установяват просъветски режими на управление. В края на август 1944 г. в Румъния с преврат, ръководен от краля, е свалена диктатурата на Антонеску, страната е окупирана от настъпващите съветски войски, с чиято помощ румънската комунистическа партия овладява властта през 1947 г. На 9 септември 1944 г., с помощта на Червената армия, властта в България е завзета от Отечествения фронт, доминиран от БРП(к). В Албания партизаните, ръководени от местната комунистическа партия, улеснени от изтеглянето на Вермахта от Балканите, завземат централната власт през ноември 1944 г. Към май 1945 г. властта в цяла Югославия също преминава в ръцете на ЮКП с помощта на български и съветски войски. В Гърция силната антихитлеристка съпротивителна организация ЕЛАС, доминирана от комунистите, завзема голяма част от страната, включително столицата Атина, след изтеглянето на войските на Третия райх.
Тази обстановка подтиква българския министър-председател и водач на БРП (к) Георги Димитров да смята, че е настъпил момент за осъществяването на проекта за Балканска федерация. Димитров се ориентира най-вече към Югославия, тъй като смята, че възможността за обединение на България с тази страна е най-голяма. За спойващо звено трябва да послужи Социалистическа република Македония, която трябва да се влее във федерацията като единна федеративна република от Пирин до Шар планина (в замяна България ще получи обратно Западните покрайнини). За целта е стартирана политика на агресивна македонизация на българското население в Пиринско чрез принудителна смяна на етническото самоопределение, достигнала до регистриране като „македонци“ дори на част живеещите в този район български евреи и руснаци-белогвардейски емигранти.
Активните преговори между България и Югославия започват през декември 1944 година с активното участие на вицепремиерите Едвард Кардел и Трайчо Костов. Югославия предлага включване на България във федерацията с равен статут на Сърбия, Хърватия и останалите републики, а българската страна, подкрепяна и от Сталин, настоява за двустранна федерация между България и Югославия и предпочита нейното постепенно изграждане като се започне с политически и икономически съюз. През януари 1945 година двете страни се отказват от незабавни стъпки за реализиране на федерацията след протести на Великобритания, че България не може да води такива преговори, преди да е сключен мирен договор с нея.
Македонизацията е проведена с помощта на административни принуда и масирана пропаганда, като вината за нея основно се хвърля върху Георги Димитров. Според отделни данни от мемоаристиката насилията са предимно по инициатива на местните дейци на БКП, а Георги Димитров замисля кампанията само като вълна от културна и политическа пропаганда. В резултат, през 1947 г. между България и Югославия е подписан договор за дружба и сътрудничество.
С нарастването на напреженията между Съветския съюз и Югославия, през февруари 1948 година югославската страна започва да изразява резерви към проекта за Балканска федерация, опасявайки се, че лоялната към Москва България ще се превърне в средство за осъществяване на съветския натиск. През юни се стига до пълен разрив между Югославия и съветския блок, който слага край на идеята за Балканска федерация.

## Балкански федерализъм и съвременност
Въпреки ударите, които понася на два пъти идеята за Балканска федерация, след 1947 г. и след разпадането на Югославия, тя отново започва да се появява в общественото пространство, поднесена от различни източници.
Така например гръцкият премиер Георгиус Папандреу през 2003 г., тогава министър на външните работи, в интервю за германския в. „Зюддойче цайтунг“ говори за съживяването на идеята за балканска федерация сред гръцката общественост. Това негово изказване предизвика бурни реакции в Република Македония и Хърватия.
Френският професор Жорж Кастелан твърди: „Пътят към Европа минава през „Балканска федерация““. Той издава история на балканските народи, която се радва на популярност в България.

## Историография
Върху необходимостта от историографски обзор на темата акцентира още Ботев. Мисли по темата намират място в трудовете на Захари Стоянов и по-късно в изследванията на мнозина големи български историци, посветили изследователски усилия на българското възраждане – такива са Д. Страшимиров, И. Шишманов, Б. Пенев, Х. Гандев, И. Унджиев.
Не са много обаче изследванията, които са посветени специално на проблема, като трудовете на Ц. Стоянов, И. Орманджиев, Христу Василе, Коста Църнушанов. Засилено внимание на въпроса е обърнато от представителите на социалистическата мисъл в България, до голяма степен заради факта, че социалистите приемат федеративната идея като част от своята политическа програма. Макар че голяма част от писаното по въпроса от тях да има политически и полемичен характер, срещат се и разработки като трудовете на Х. Кабакчиев и Д. Благоев („Принос към историята на социализма в България“), които имат реални приноси в проблематизирането и изясняването на темата.
Фундаментален труд по темата в българската историография е разработката на Милчо Лалков „От надежда към разочарование“. Там авторът е дал в обобщен вид много сведения и факти по въпросите на балканския федерализъм. Всъщност това е най-изчерпателният и достъпен за интересуващите се от проблематиката труд на български език. Той обхваща фактически цялото развитие на федерализма на Балканите от неговото зараждане до интересуващия автора период.
От чуждата историография трябва да се спомене капиталният труд на канадския историк с гръцки произход Лефтен Ставрианос (L. S. Stavrianos): Balkan federation; a history of the movement toward Balkan unity in modern times.